# Seulska mestna hiša
Mestna hiša v Seulu (korejsko 서울특별시 청사) je vladna stavba metropolitanske vlade Seula v Južni Koreji, ki je odgovorna za upravne zadeve Seula. Stoji v Taepjongnu, Džung-gu, v središču Seula. Povezana je s postajo Mestne hiše na liniji 1 seulske podzemne železnice, z iste postaje pa je dostop do linije 2 seulske podzemne železnice. Pred sedanjo mestno hišo stojita stara stavba mestne hiše, danes Seulska metropolitanska knjižnica in Seulski trg.

## Zgodovina
Nekdanja mestna hiša v Seulu je bila zgrajena leta 1925 med japonsko okupacijo Koreje. Je primer arhitekture v slogu cesarske krone in je služila kot mestna hiša od osvoboditve Koreje leta 1945 do izgradnje sodobne stavbe leta 2008. Zdaj v njej domuje Seulska metropolitanska knjižnica, pred sedanjo moderno stavbo mestne hiše v Seulu.
Po natečaju za novo mestno hišo je žirija 18. februarja 2008 naročilo dodelila Yoo Kerlu iz iArc. Yoo je dejal: »Glavne ključne besede za oblikovanje nove stavbe so tradicija, državljani, prihodnost. Analiziral sem nizke horizontalne elemente, zaobljene oblike in odtenke listov v naših tradicionalnih arhitekturnih značilnostih ter jih uporabil pri oblikovanju, da bi lahko obudil prijetne občutke starih stvari.«
27. avgusta 2012 je bila nova mestna hiša odprta za javnost, mestna uprava pa se je vanjo vselila 1. septembra. Projekt, ki je trajal štiri leta in pet mesecev, vključuje tudi večnamenske dvorane in kulturne objekte za državljane. Stara stavba, registrirana kot kulturna dobrina, je bila preurejena v knjižnico in se ponaša z zbirko več kot 200.000 knjig.